# Bradypodion transvaalense
Bradypodion transvaalense là một loài thằn lằn trong họ Chamaeleonidae. Loài này được Fitzsimons mô tả khoa học đầu tiên năm 1930.

## Hình ảnh

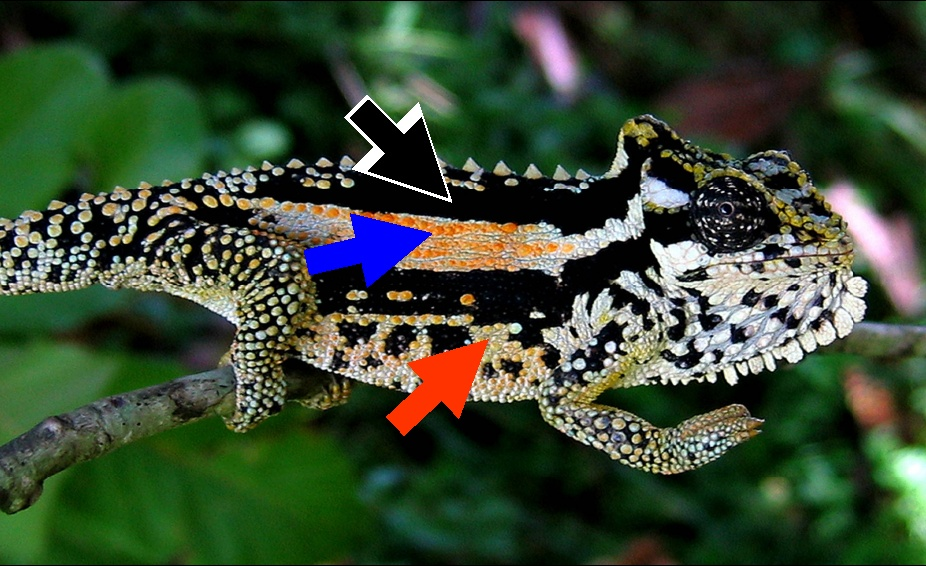